# Marie-Aimée Steck

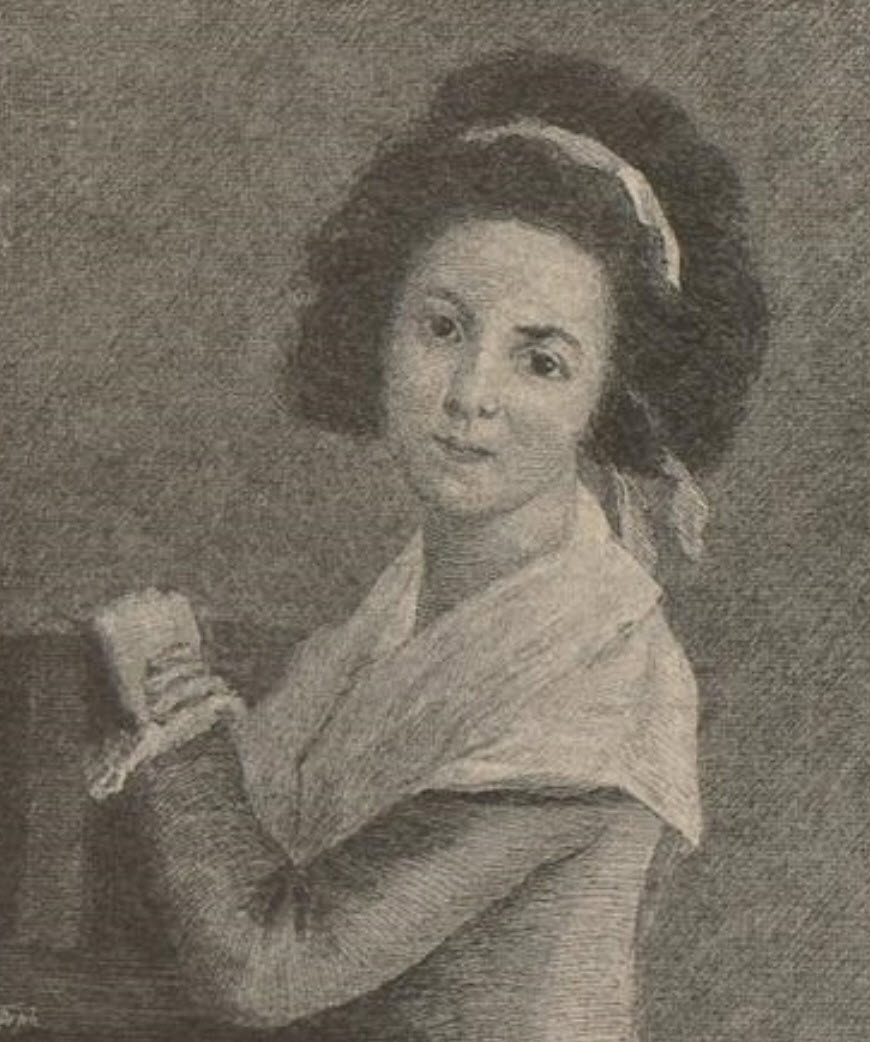
Marie-Aimée Steck-Guichelin

Marie-Aimée Steck (* 30. Januar 1776 in Versailles als Marie-Aimée Guichelin; † 12. August 1821 in Belp) war eine französisch-schweizerische Schriftstellerin.

## Leben
Marie-Aimée Steck wurde als Tochter eines Versailler Schreiners und einer Wäscherin geboren. Ihre Ausbildung erhielt sie in einer Pariser Klosterschule. 1791 verfasste sie mit La nuit ihre erste Ode. Sie diente mehreren Naturwissenschaftlern als Gehilfin.
Im Pariser Haushalt des Handelsmanns Johann Caspar Schweizer machte sie Bekanntschaft mit Johann Rudolf Steck. 1797 heiratete sie ihn in der Kapelle der schwedischen Gesandtschaft in Paris. Ab 1798 lebte sie mit Steck in Aarau, nach dessen Abberufung als helvetischer Generalsekretär auf dessen Landgut in Moosseedorf. Nach dem 1805 früh erfolgten Tod ihres Gatten kümmerte sie sich alleine um ihre vier Kinder. Sie verstarb 1821 im Pfarrhaus in Belp, wo ihr Schwiegersohn Bernhard Wyss Pfarrer war.
Marie-Aimée Steck übersetzte verschiedene Texte von Johannes von Müller ins Französische.

## Schriften (Auswahl)
- Correspondance adressée à Mme Steck, née Aimée Guichelin, par la famille Coquebert de Montbret 1797–1821, transcription et présentation de Bernard et Pauline Poujeaux d'après les manuscrits conservés à la Bibliothèque de la Bourgeoisie de Berne, Paris 2004–2005. (3 Bde.)
- Lettres de Jean de Muller à ses amis de Bonstetten et Gleim, précédées de la vie et du testament de l'auteur, Zürich 1810.